# Conjoint du vice-président de Colombie
Le Deuxieme gentilhomme de Colombie ou deuxième épouse, est le concubin, l'épouse ou l'époux du Vice-président de la république de Colombie. Elle est parfois appelée la « Deuxieme dame ou gentilhomme» du pays.

## Situation
Le conjoint du Vice-président de Colombie a le droit d'habiter la Maison vice-présidentielle, à Bogota  (la résidence du Vice-président, en Colombie). Jusqu'à présent, toutes les épouses du Vice-président ont bénéficié de cette faculté jusqu'à la fin du mandat de leur mari.
Le rôle de l'épouse du vice-président de la Colombie n'est établi dans aucun texte, mais peut néanmoins jouer un rôle essentiel dans la popularité de son mari à l'image d'une Second Lady: par exemple, Marta Blanco de Lemmos, également depuis Montserrat Muñoz de Garzón et Luz María Zapata se sont régulièrement exprimées lors des réunions de leurs maris respectifs. D'autres, comme María Victoria García ou Claudia Luque, sont restées en dehors du contrôle public, se limitant uniquement à accompagner leur conjoint.

## Liste des conjoints du Vice-président de Colombie
| Portrait | Conjoint                       | Vice-président          | Dates                             | Notes |
| -------- | ------------------------------ | ----------------------- | --------------------------------- | --- |
|          | Carmen Ospina Lenis            | Eliseo Payán            | 13 décembre 1887 – 8 février 1888 | Épouse du premier vice-président de la république de Colombie                                                                          |
|          | Ana de Narváez Guerra          | Miguel Antonio Caro     | 7 août 1892 – 18 septembre 1894   | Devient première dame après l'accession à la présidence de son mari Miguel Antonio, après la mort de Rafael Núñez en 1894.             |
|          | Matilde Osorio Ricaurte        | José Manuel Marroquín   | 7 août 1898 – 31 juillet 1900     | Cousin germain de José Manuel Marroquín.                                                                                               |
|          | Antonia Ferrero Atalaya        | Ramón González Valencia | 7 août 1904 – 10 mars 1905        | |
|          | Rosalba Restrepo               | Humberto De la Calle    | 7 août 1994 – 10 septembre 1996   | Économiste diplômé de l'Université de Caldas,                                                                                          |
|          | Marta Blanco de Lemos          | Carlos Lemos Simmonds   | 19 septembre 1996 – 7 août 1998   | |
|          | María Mercedes de la Espriella | Gustavo Bell            | 7 août 1998 – 7 août 2002         | Première deuxième dame à résider dans la Maison vice-présidentielle                                                                    |
|          | María Victoria García          | Francisco Santos        | 7 août 2002 – 7 août 2010         | Le premier à servir huit ans comme deuxième dame                                                                                       |
|          | Montserrat Muñoz de Garzón     | Angelino Garzón         | 7 août 2010 – 7 août 2014         | Le premier né en Espagne |
|          | Luz María Zapata               | Germán Vargas Lleras    | 7 août 2014 – 21 mars 2017        | Président d'Asocapitales |
|          | Claudia Luque                  | Óscar Naranjo           | 29 mars 2017 – 7 août 2018        | Travail commun pour la petite enfance avec la première dame María Clemencia de Santos.                                                 |
|          | Álvaro Rincón                  | Marta Lucía Ramírez     | 7 août 2018 – 7 août 2022         | Époux de la première vice-présidente de la république de Colombie.                                                                     |
|          | Yerney Pinillo                 | Francia Márquez         | Depuis le 7 août 2022             | Partenaire de la deuxième vice-présidente de la république de Colombie, et premier Afro-Colombien à servir comme deuxième gentilhomme. |